# Bekhtery
Bekhtery (ukrainien : Бехтери) est un village situé dans le sud de l'Ukraine.
La population est de 3 045 personnes. 

## Géographie

### Localisation
Bekhtery est situé dans la partie sud du raïon de Skadovsk (district) de l'oblast de Kherson (province), à environ 13 km au nord de la côte de la mer Noire.
Le village se trouve à environ 45 km au sud-ouest de Hola Prystan et à environ 45 km au sud-ouest de Kherson.

### Relief
Le relief de Bekhtery est principalement plat.

### Lacs
Le village est bordé par les trois lacs Aul, Bekhterka et Lyman. D'autres lacs se trouvent à proximité.

## Histoire
Avant la réforme administrative de 2020, le village appartenait au raïon de Hola Prystan (en) avant son absorption dans le raïon de Skadovsk.

## Politique et administration
Bekhtery est le centre de la communauté villageoise de Bekhtery. L'organe de l'autonomie locale est le conseil du village de Bekhtery.